# Pseudosindora
Pseudosindora là một chi thực vật có hoa trong họ Đậu.